# اس‌ام‌اس کایزر (۱۸۵۸)
اس‌ام‌اس کایزر (۱۸۵۸) (به انگلیسی: SMS Kaiser (1858)) یک کشتی بود که طول آن ۸۱ متر (۲۶۶ فوت) بود. این کشتی در سال ۱۸۵۸ ساخته شد.